# A Campingflight to Lowlands Paradise
A Campingflight to Lowlands Paradise of kortweg Lowlands is een Nederlands driedaags muziekfestival dat sinds 1993 jaarlijks in de maand augustus in Biddinghuizen (Flevoland) op het evenemententerrein van Walibi Holland wordt gehouden. Mojo Concerts begon Lowlands als tegenhanger van festivals als Pinkpop en Dynamo Open Air en probeerde hier wat alternatievere muziek uit.
Het festival heeft grote variatie in het aanbod van amusement: er is niet alleen muziek, maar ook literatuur, film, cabaret, ballet, theater en strip.

## Geschiedenis
Lowlands vindt haar oorsprong in een van de eerste Nederlandse popfestivals, A Flight to Lowlands Paradise, dat in november 1967 werd georganiseerd door de Utrechtse kunstschilder Bunk Bessels onder begeleiding van medewerkers van Utrechts cultureel podium De Kargadoor. Dit festival vond plaats in de Margriethal van de Jaarbeurs in Utrecht. Voor de entree, inclusief ontbijt, moest 10 gulden worden neergelegd. Deze 18 uur durende happening ontbeerde topartiesten (in die tijd lieten zij het vaak afweten), maar had wel experimenteel theater, dans, wierook, dichters, films, bodypainting en vloeistofdia’s. De door de gemeente Utrecht beloofde subsidie van 8000 gulden werd achteraf toch niet uitgekeerd.
Op 28 december 1968 werd een tweede editie van dit festival gehouden. Het festival was een maand uitgesteld van de oorspronkelijke datum 23 november zodat ook een optreden van Jimi Hendrix plaats kon vinden. Uiteindelijk kwam deze niet opdagen (hij zou zijn been gebroken hebben bij het instappen van een vliegtuig in Londen) en ook andere grote optredens van Jeff Beck en Jethro Tull werden afgezegd. Het optreden van Pink Floyd ging wel door. Van Nederlandse zijde waren Cuby + Blizzards voor velen in ieder geval nog een aardige compensatie voor de afzeggingen. Het maximale aantal bezoekers was met 18.000 behaald, terwijl er voor de ingang nog veel mensen stonden te wachten. Voor deze liefhebbers werd het een koude en teleurstellende bedoening omdat ze niet naar binnen konden. Daarbij werden er vernielingen aangericht en charges uitgevoerd door de politie. De sneeuwballengevechten met de politie leverden legendarische Polygoonbeelden op.

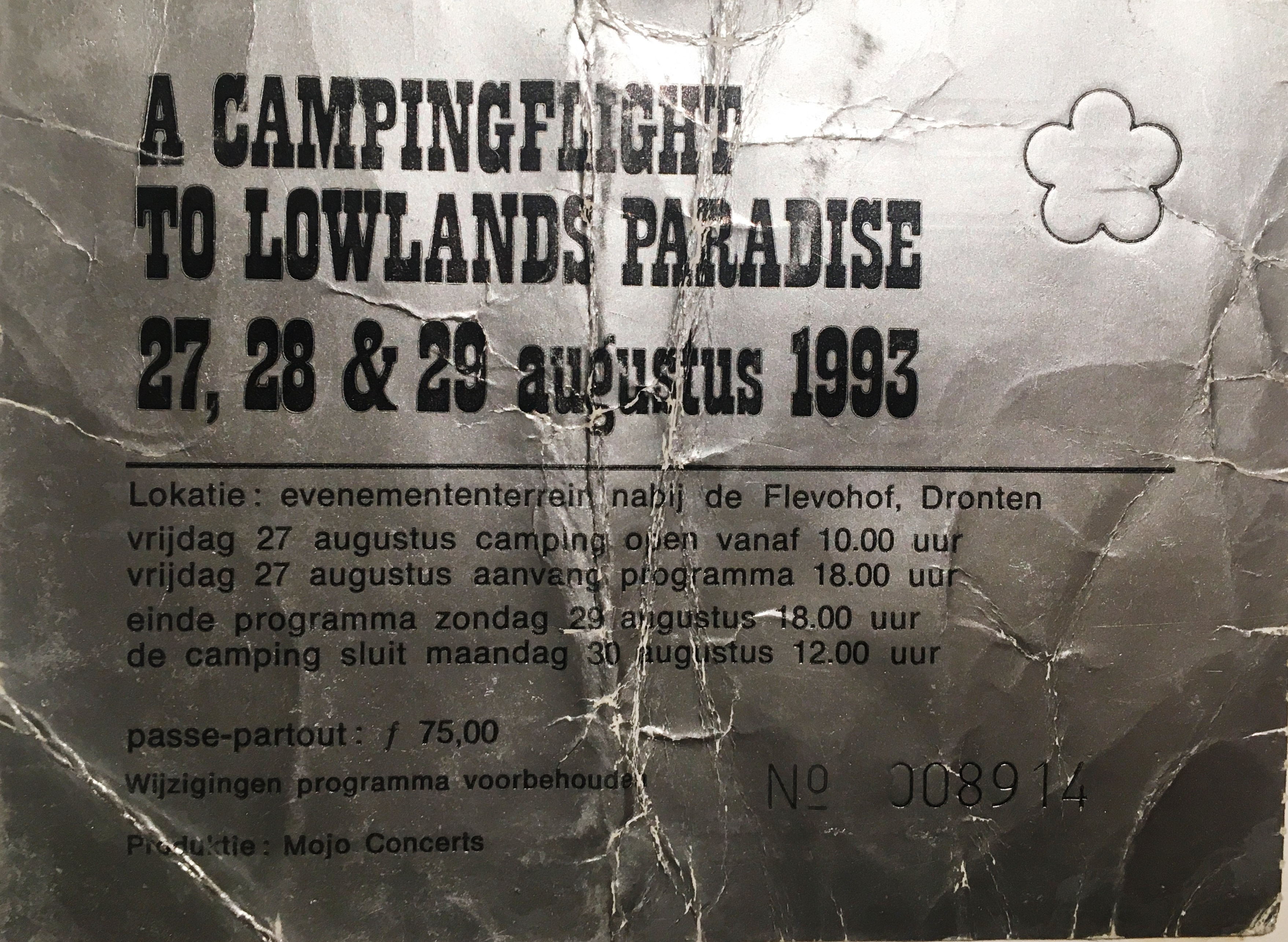
Een toegangskaartje kostte in 1993 omgerekend €34

In 1993 werd het festival in ere hersteld onder de naam 'A Campingflight to Lowlands Paradise', een joint venture van artiestenbureau Mojo Concerts en evenementenorganisator Loc7000. Het buitenfestival had als voorloper het tweedaagse festival Ein Abend In Wien in De Doelen in Rotterdam, dat weer een vervolg was op het festival Pandora's Box dat eveneens in Rotterdam plaats had. De insteek bij deze festivals was ruimte bieden aan kunstzinnige undergroundmuziek en opkomende artiesten. Bij Ein Abend In Wien was er veel oog voor een theatrale aankleding, een aanpak die voortgezet werd in de latere Lowlands-edities. Het logo en de vormgeving van Lowlands was van 1993 tot 2015 in handen van Peter te Bos. Hij ontwierp ook de 'mascotte', genaamd Rapid Razor Bob.
In 2000 trad Eric van Eerdenburg aan als nieuwe festivaldirecteur. Uitgaande van zijn interesses zijn er sinds 2002 diverse veranderingen doorgevoerd: het festival richt zich op jonge culturen waaronder ook duurzaamheid, literatuur, politiek en wetenschap vallen. Dit vertaalt zich terug in onder meer de programmaonderdelen Lowlands University en Coolpolitics. Van Eerdenburg typeert het publiek als een drieledige groep: kenners (kernpubliek/early adopters), volgers, en wie er graag bijhoren wil. Hij noemt daarbij rock niet zo geschikt voor een gekleurd publiek. 2002 beschouwt hij als rampjaar waarin het kernpubliek wegbleef, omdat de concurrentie van buitenlandse festivals te sterk bleek.
In 2010 kreeg het festival voor het eerst een pre-party. De pre-party was op zaterdag 20 februari in het Paard van Troje in Den Haag. Tijdens deze pre-party konden de eerste tickets voor het festival gekocht worden. Optredens werden onder andere verzorgd door Florence and The Machine en Selah Sue.
Lowlands 2011 was in een recordtijd van twee uur uitverkocht terwijl er nog geen bands bekend waren. Vanwege de dreigende btw-verhoging op podiumkunsten per 1 januari 2011 werden de kaarten al op 26 november 2010 aangeboden.
Op 8 augustus 2011 werd bekend dat Lowlands ook de komende tien jaar op het festivalterrein in Biddinghuizen gehouden zal worden. De organisatie wil op het terrein een eigen elektriciteitsnet aanleggen zodat ze groene stroom kan inkopen en zodoende minder dieselaggregaten hoeft te gebruiken. Een eigen windmolen en zonnepanelen staan ook nog op het wensenlijstje.
Na tien jaar achtereen uitverkocht te geraken was er bij de editie van 2015 een dip te zien in de verkoop. Vier weken voor het festival maakte Van Eerdenburg bekend dat er 42.000 van de 55.000 kaarten verkocht waren. Uiteindelijk werden er 48.206 tickets verkocht voor het evenement. De organisatie paste het terrein hierop voor dat jaar aan, zo werd er onder andere één campingterrein minder ingericht. In 2016, 2017 en 2018 raakte het festival opnieuw uitverkocht.
Over de jaren heen is de prijs van een Lowlandsticket vrij consequent verhoogd. In 1993 kostte een Lowlandsticket 75 gulden, in 2000 175 gulden, en in 2012 175 euro. Toen halverwege 2012 de btw op de podiumkunsten terugging naar 6%, ging de prijs van nog te verkopen tickets terug van 175 naar 156 euro. Na de niet uitverkochte editie van 2015 ging voor 2016 en 2017 de prijs met 10 euro naar beneden, van 185 naar 175 euro. In 2023 was de prijs van een kaartje 300 euro.
Naast de reguliere tickets waren er ook Early Bird-tickets en groepstickets met korting beschikbaar, en werd de mogelijkheid tot gespreid betalen ingevoerd. In 2020 en 2021 was er geen Lowlands vanwege de coronapandemie die in 2020 uitbrak. In 2020 werden alle evenementen tot 1 september verboden en in 2021 waren grote evenementen niet mogelijk vanwege de toen nog geldende afstandsmaatregelen.
In 2020 kreeg Lowlands Science de Irispenning voor excellente wetenschapscommunicatie.
Lowlands heeft diverse podia en tenten. Vanaf editie 1994 zijn de podia vernoemd naar het NAVO-spellingsalfabet, met uitzondering van de Grolsch en de Heineken die uit sponsortechnische overwegingen deze naam hebben gekregen, en tenten die bedoeld zijn of waren als nachtclub of dansgelegenheid zoals de Titty Twister, Oh Mega!, Helga's, Groove Tube en de Haciënda.
Podia anno 2025 zijn (allen tenten of hangar):
Muziekpodia
- Alpha (sinds 1994) - hoofdpodium. Sinds 2017 nog maar deels overdekt.
- ArmadiLLow (sinds 2017) - het nieuwe 24-uurs gebied, op "Cape Lowlands". 's Avonds en 's nachts treden diverse DJ's op, overdag fungeert het vooral als eet- en drinkplek en als "chill-out zone".
- Bravo (sinds 1994) - dance- en hiphoppodium. Vanaf 2016 ook weer middelgrote rock-acts.
- Heineken (sinds 2015) - middelgrote tot grote acts. Oorspronkelijk heette het podium Golf, van 2004 tot en met 2014 Grolsch, maar sinds de overstap naar Heineken als biersponsor draagt het podium de naam Heineken.
- Het Magazijn (sinds 2025) - nachtelijke programmering van middelgrote DJ's. Overdag in gebruik als het magazijn van de festivalwinkel van Bol.
- India (sinds 1999) - kleinere acts, toepasselijkerwijs veel indie-bands.
- Lima (sinds 2005) - beginnende acts, opvolger van de Higher Ground. Tot 2015 een overkapt podium, daarna een tent.
- X-Ray (sinds 2005) - loods met (experimentele) elektronische muziek, begonnen onder de naam Texelse Boys.
- Adonis (sinds 2017) - 's avonds queerclubtempel. Overdag cultuur (o.a. lezingen) en comedy.

Culturele podia
- Echo (sinds 1995) - bioscoop en lezingen (Lowlands University)
- Juliet (sinds 1999) - theater, cabaret en dans

Voormalige podia zijn:
- Charlie (1994-2002, 2005 en 2008-2016) - voor kleinere, beginnende acts. In 2005 als buitenpodium en in 2008 deels overkapt.
- Current (2022) - 's nachts: high-energy afroclub, overdag: literatuurprogramma en comedy.
- Delta (1995-1997) - voorloper van Dommelsch
- Dommelsch (1998-2003) - buitenpodium, in 2002 óók aangegeven als Kilo tijdens het gebruik als buitenbioscoop
- Essent Awards (2002-2007) - Akoestische silent optredens en open podium. Na 2007 stopte Essent met de sponsoring van de Essent Awards, hierdoor verdween ook deze tent.
- Echo 2 (1998-2001, 2008) - bioscoop, lezingen, lichte muziek en poëzie
- Foxtrot (1996-2002) - variété, levenslied, camp, soort voorloper van Magneetbar
- Foxtrot (2003-2006) - alleen voor genodigden
- Golf (1996-2003) - voorloper van Grolsch
- Grolsch (2004-2014) - voorloper van Heineken
- Helga's (2016-2017) - heavy metal nachtclub. Overdag in gebruik als podium voor literatuur en stand-upcomedy.
- Higher Ground (1998-2004) - voorloper van Lima
- Hoofdpodium (1993) - voorloper van Alpha
- Llanding Zone (2016) - feesttent aan de campinglaan buiten het festivalterrein, alleen geopend tijdens de nachtelijke uren. Opvolger van het Lowlands Café.
- Kilo (2001-2002) - in 2001 een buitenpodium voor straattheater, in 2002 bioscoop
- Lowlands Café (1994-2015) - feesttent op het campingterrein, alleen geopend tijdens de nachtelijke uren
- Magneetbar (2006-2009) - zelf optreden door (verplicht verkleed) publiek en verrassingsoptredens artiesten
- Mike (2009-2013) - stand-upcomedy en comedy-workshops, in 2014 omgedoopt tot Romeo
- ogoNONogo (2010) - rock'kelder' met dag en nacht jam-sessies door bezoekers en verrassingsoptredens van artiesten
- Oh Mega! (2015) - indie-discoclub. Geïnspireerd op cultfilm Barbarella. Overdag in gebruik voor wetenschapsprogramma (Lowlands Science).
- Romeo (2014-2015) - stand-upcomedy en comedy-workshops, voorheen Mike genoemd
- Sexyland (2018-2019) - ieder uur een andere eigenaar.
- Titty Twister (2011-2014) - rock-'n-roll bikersclub. Geïnspireerd op de gelijknamige bar uit de film From Dusk Till Dawn. Overdag in gebruik als literatuurpodium.
- Tweede podium (1993) - voorloper van Bravo
- Watchdoc (2015) - mini-bioscoop met documentaires van Oxfam Novib, Greenpeace en Amnesty International
- Zulu (1997) - kleine tent direct naast Alpha, geleid door de VPRO. Met korte, deels akoestische, sessies.[13]

## Edities
| Editie | Datum                                                                 | Locatie           | Munt prijs (Euros)           | Kaartprijs (Euros) | Bezoekers/kaart verkoop | Tijd tot uitverkocht |
| ------ | --------------------------------------------------------------------- | ----------------- | ---------------------------- | ------------------ | ----------------------- | -------------------- |
| 1967   | 24-25 november                                                        | Jaarbeurs Utrecht |                              | 4,50               | 8,000                   |                      |
| 1968   | 28 december                                                           | Jaarbeurs Utrecht |                              | 4,50               | 18,000                  |                      |
| 1993   | 27-29 augustus                                                        | Biddinghuizen     | 1,20                         | 34                 | 7,800                   |                      |
| 1994   | 26-28 augustus                                                        | Biddinghuizen     | 1,15                         | 43                 | 12,500                  |                      |
| 1995   | 25-27 augustus                                                        | Biddinghuizen     | 1,15                         | 52                 | 20,000                  |                      |
| 1996   | 24-26 augustus                                                        | Biddinghuizen     | 1,23                         | 63,50              | 30,000                  |                      |
| 1997   | 22-24 augustus                                                        | Biddinghuizen     | 1,25                         | 65,79              | 40,000                  |                      |
| 1998   | 28-30 augustus                                                        | Biddinghuizen     | 1,27                         | 68                 | 45,000                  |                      |
| 1999   | 27-29 augustus                                                        | Biddinghuizen     | 1,32                         | 73                 | 55,000                  |                      |
| 2000   | 24-26 augustus                                                        | Biddinghuizen     | 1,36                         | 79,50              | 57,500                  |                      |
| 2001   | 25-27 augustus                                                        | Biddinghuizen     | 1,59                         | 88,50              | 57,500                  |                      |
| 2002   | 23-25 augustus                                                        | Biddinghuizen     | 1,75                         | 97,50              | 60,000                  |                      |
| 2003   | 29-31 augustus                                                        | Biddinghuizen     | 1,85                         | 107,50             | 48,000                  | Niet uitverkocht     |
| 2004   | 20-22 augustus                                                        | Biddinghuizen     | 2,00                         | 115                | 52,000                  | Niet uitverkocht     |
| 2005   | 19-21 augustus                                                        | Biddinghuizen     | 2,00                         | 115                | 53,000                  | Niet uitverkocht     |
| 2006   | 18-20 augustus                                                        | Biddinghuizen     | 2,10                         | 117,50             | 55,000                  | 166 dagen            |
| 2007   | 17-19 augustus                                                        | Biddinghuizen     | 2,20                         | 125                | 55,000                  | 175 dagen            |
| 2008   | 15-17 augustus                                                        | Biddinghuizen     | 2,30                         | 135                | 55,000                  | 141 dagen            |
| 2009   | 21-23 augustus                                                        | Biddinghuizen     | 2,40                         | 140                | 55,000                  | 84 dagen             |
| 2010   | 20-22 augustus                                                        | Biddinghuizen     | 2,50                         | 145                | 55,000                  | 9 dagen              |
| 2011   | 19-21 augustus                                                        | Biddinghuizen     | 2,50                         | 155                | 57,500                  | 2 uur                |
| 2012   | 17-19 augustus                                                        | Biddinghuizen     | 2,60                         | 175                | 55,000                  | 2 uur                |
| 2013   | 16-18 augustus                                                        | Biddinghuizen     | 2,60                         | 175                | 55,000                  | 2 uur                |
| 2014   | 15-17 augustus                                                        | Biddinghuizen     | 2,60                         | 185                | 55,000                  | 102 dagen            |
| 2015   | 21-23 augustus                                                        | Biddinghuizen     | 2,60                         | 185                | 48,206                  | Niet uitverkocht     |
| 2016   | 19-21 augustus                                                        | Biddinghuizen     | 2,60                         | 185                | 50,216                  | Niet uitverkocht     |
| 2017   | 18-20 augustus                                                        | Biddinghuizen     | 2,75                         | 185                | 55,000                  | 310 dagen            |
| 2018   | 17-19 augustus                                                        | Biddinghuizen     | 2,80                         | 195                | 60,000                  | 109 dag              |
| 2019   | 16-18 augustus                                                        | Biddinghuizen     | 2,90                         | 200                | 60,000                  | 28 dagen             |
| 2020   | Afgelast vanwege de coronacrisis oorspronkelijke data: 21-23 augustus | Biddinghuizen     | N/A                          | 220                | N/A                     | 5 uur                |
| 2021   | Afgelast vanwege de coronacrisis oorspronkelijke data: 20-22 augustus | Biddinghuizen     | N/A                          | 220                | N/A                     |                      |
| 2022   | 19-21 augustus                                                        | Biddinghuizen     | 3,30                         | 255                | 65,000                  | 2 min                |
| 2023   | 18-20 augustus                                                        | Biddinghuizen     | 3,50                         | 300                | 65,000                  | 30 min               |
| 2024   | 16-18 augustus                                                        | Biddinghuizen     | 3,75                         | 325                | 65,000                  | 20 min               |
| 2025   | 15-17 augustus                                                        | Biddinghuizen     | Muntloos - betalen via kaart | 349                | 65,000                  | 23 min               |
| 2026   | 21-23 augustus                                                        | Biddinghuizen     |                              |                    |                         |                      |

## Klachten over overlast
Het geluid dat tijdens het festival geproduceerd wordt heeft er bij meerdere edities voor gezorgd dat inwoners van de aangrenzende gemeenten Elburg, Nunspeet en Oldebroek overlast ervoeren. In 2019 stapten de 3 gemeenten naar de rechter vanwege een nog ruimere omgevingsvergunning die gemeente Dronten voor de festivaleditie van dat jaar had afgegeven.
1967 · 1968 · 1993 · 1994 · 1995 · 1996 · 1997 · 1998 · 1999 · 2000 · 2001 · 2002 · 2003 · 2004 · 2005 · 2006 · 2007 · 2008 · 2009 · 2010 · 2011 · 2012 · 2013 · 2014 · 2015 · 2016 · 2017 · 2018 · 2019 · 2020 · 2021 · 2022 · 2023 · 2024 · 2025 · 2026